# Mistrovství Jižní Ameriky ve fotbale 1921
Mistrovství Jižní Ameriky ve fotbale 1921 bylo páté mistrovství pořádané fotbalovou asociací CONMEBOL. Vítězem se stala Argentinská fotbalová reprezentace.

## Tabulka
| Tým       | Z | V | R | P | VG | IG | +/- | B |
| --------- | - | - | - | - | -- | -- | --- | - |
| Argentina | 3 | 3 | 0 | 0 | 5  | 0  | +5  | 6 |
| Brazílie  | 3 | 1 | 0 | 2 | 4  | 3  | +1  | 2 |
| Uruguay   | 3 | 1 | 0 | 2 | 3  | 4  | -1  | 2 |
| Paraguay  | 3 | 1 | 0 | 2 | 2  | 7  | -5  | 2 |
| Chile     | 0 | 0 | 0 | 0 | 0  | 0  | 0   | 0 |

- Chile se kvůli interním problémům v týmu vzdalo účasti.

## Zápasy
| 2. října 1921 |       |          |                                                                           |
| Argentina     | 1 – 0 | Brazílie | Estadio Sportivo Barracas, Buenos Aires rozhodčí: Ricardo Vallarino (URU) |
| Libonatti 27' |       |          | Estadio Sportivo Barracas, Buenos Aires rozhodčí: Ricardo Vallarino (URU) |

| 9. října 1921      |       |                |                                                                          |
| Paraguay           | 2 – 1 | Uruguay        | Estadio Sportivo Barracas, Buenos Aires rozhodčí: Gerónimo Rapossi (ARG) |
| Rivas 9' López 66' |       | Piendibene 83' | Estadio Sportivo Barracas, Buenos Aires rozhodčí: Gerónimo Rapossi (ARG) |

| 12. října 1921 |       |                               |                                                                           |
| Paraguay       | 0 – 3 | Brazílie                      | Estadio Sportivo Barracas, Buenos Aires rozhodčí: Ricardo Vallarino (URU) |
|                |       | Machado 21', 44' Candiota 46' | Estadio Sportivo Barracas, Buenos Aires rozhodčí: Ricardo Vallarino (URU) |

| 16. října 1921                          |       |          |                                                                           |
| Argentina                               | 3 – 0 | Paraguay | Estadio Sportivo Barracas, Buenos Aires rozhodčí: Ricardo Vallarino (URU) |
| Libonatti 1' Saruppo 71' Echeverría 76' |       |          | Estadio Sportivo Barracas, Buenos Aires rozhodčí: Ricardo Vallarino (URU) |

| 23. října 1921 |       |            |                                                                                |
| Uruguay        | 2 – 1 | Brazílie   | Estadio Sportivo Barracas, Buenos Aires rozhodčí: Víctor Cabañas Saguier (PAR) |
| Romano 1', 8'  |       | Zezé I 53' | Estadio Sportivo Barracas, Buenos Aires rozhodčí: Víctor Cabañas Saguier (PAR) |

| 30. října 1921 |       |         |                                                                      |
| Argentina      | 1 – 0 | Uruguay | Estadio Sportivo Barracas, Buenos Aires rozhodčí: Pedro Santos (BRA) |
| Libonatti 57'  |       |         | Estadio Sportivo Barracas, Buenos Aires rozhodčí: Pedro Santos (BRA) |